# Fiammetta Baralla
Beatrice Bentivoglio, connue sous le nom de scène Fiammetta Baralla, née le 2 mai 1943 à Rome et morte dans cette même ville le 7 septembre 2013, est une actrice italienne.

## Biographie
Née à Rome le 2 mai 1943, Fiammetta Baralla est une « enfant de la balle » : son père est l'acteur Orlando Baralla.
Elle joue d'abord dans plusieurs pièces de théâtre d'avant-garde avant d'obtenir son premier rôle au cinéma en 1957 dans le film La ragazza del palio de Luigi Zampa. Au cours des années suivantes, elle interprète des rôles comiques stéréotypés (comme celui de Ramba, ou celui du sergent), qui lui sont confiés en raison de sa grande taille.
Elle joue ensuite de nombreux rôles dans des feuilletons à la télévision.
Elle est victime d'un accident vasculaire cérébral durant l'été 2013 et décède le 7 septembre suivant.

## Filmographie

### Télévision
- 1991 : Les Ritals
- 2003 : Maria Goretti

### Cinéma
- 1957 : La Blonde enjôleuse (La ragazza del palio) de Luigi Zampa (non créditée)
- 1968 : Donne, botte e bersaglieri de Ruggero Deodato
- 1969 : 1943: un incontro
- 1969 : Pensiero d'amore
- 1969 : Faut pas jouer avec les vierges (Zenabel - Davanti a lei tremavano tutti gli uomini) de Ruggero Deodato
- 1971 : Miracle à l'italienne (Per grazia ricevuta)
- 1971 : Trastevere
- 1972 : Quando le donne persero la coda
- 1974 : Nous nous sommes tant aimés (C'eravamo tanto amati)
- 1975 : Il sergente Rompiglioni diventa... caporale
- 1975 : À en crever (Morte sospetta di una minorenne) de Sergio Martino
- 1976 : Classe mista
- 1976 : Sexycon (40 gradi all'ombra del lenzuolo) de Sergio Martino
- 1977 : La vergine, il toro e il capricorno
- 1978 : Tutto suo padre
- 1980 : La Cité des femmes (La città delle donne)
- 1981 : Fracchia la belva umana
- 1981 : Chambre d'hôtel (Camera d'albergo)
- 1983 : L'Histoire de Piera Storia di Piera) de  Marco Ferreri
- 1984 : Vediamoci chiaro de Luciano Salce
- 1985 : I pompieri
- 1986 : Il ragazzo del Pony Express
- 1986 : Sette chili in sette giorni
- 1987 : Da grande
- 1990 : Au bonheur des chiens (C'era un castello con 40 cani) de Duccio Tessari
- 1991 : L'anno del terrore (Year of the Gun)
- 1996 : Intolerance
- 1997 : L'amico di Whang
- 2000 : Tobia al caffè
- 2000 : Le giraffe
- 2001 : Mers tropicales (Mari del sud) de Marcello Cesena (it)